# Simpang Renggam
Simpang Renggam (en malayo: Simpang Renggam) es una localidad de Malasia, en el estado de Johor.
Se encuentra a 24 m sobre el nivel del mar. 

## Demografía
Según estimación, en 2010 contaba con 34701 habitantes. En el año 2020, su población creció a 76286 personas.